# Brigitte Holaus
Brigitte Holaus (ur. w 1977) – austriacka snowboardzistka. Nie startowała na igrzyskach olimpijskich ani na mistrzostwach świata. Najlepsze wyniki w Pucharze Świata osiągnęła w sezonie 2001/2002, kiedy to zajęła 25. miejsce w klasyfikacji generalnej.
W 2002 r. zakończyła karierę.

## Sukcesy

### Puchar Świata

#### Miejsca w klasyfikacji generalnej
- 2001/2002 - 25.

#### Miejsca na podium
1. Valle Nevado – 6 września 2001 (Snowcross) - 3. miejsce